# Richard G. Zweifel
Richard George Zweifel (* 5. November 1926 in Los Angeles, Kalifornien; † 25. November 2019), auch als Dick Zweifel bekannt, war ein US-amerikanischer Herpetologe. Sein Forschungsschwerpunkt war die Untersuchung der Ökologie und Systematik von Reptilien und Amphibien, insbesondere von Nordamerika und Australasien.

## Leben
1950 erlangte Zweifel den Bachelor of Arts an der University of California, Los Angeles. 1954 wurde er mit der Dissertation Ecology, Distribution and Systematics in the boylei Group of the Genus Rana zum Ph.D. in Zoologie an der University of California, Berkeley, promoviert. Im selben Jahr wurde er Mitarbeiter am American Museum of Natural History, zunächst als Assistenzkurator und ab 1960 als stellvertretender Kurator. Von 1965 bis 1989 war er Kurator und von 1968 bis 1980 war er zweimal Vorsitzender der herpetologischen Abteilung des American Museum of Natural History. 1989 ging er als emeritierter Kurator in den Ruhestand. In der Folgezeit setzte er seine Forschungsarbeit in der Southwestern Research Station des American Museum of Natural History in Portal, Arizona, fort.
In seiner 35-jährigen Tätigkeit für das American Museum of Natural History entwickelte Zweifel ein breit gefächertes Forschungsprogramm. Dazu gehörten Studien über die kritischen Höchsttemperaturen bei Salamandern, über die Temperaturanpassung bei Froschlurchlarven, über den Einfluss der Temperatur auf Froschrufe, über die Genetik des Farbmusterpolymorphismus bei Königsnattern sowie Langzeitstudien über die Dynamik von kleinen Populationen von Kröten und Zierschildkröten. 1977 wurde die Hall of Reptiles an Amphibians im American Museum of Natural History eröffnet, an dessen Einrichtung Zweifel maßgeblich beteiligt war.
Zweifels produktivste Feldstudien führten ihn in den Südwesten der Vereinigten Staaten, nach Neuguinea und nach Australien. Ferner unternahm er Expeditionen nach Mexiko, Nicaragua, Panama und Venezuela.
Zweifel hat mehr als 90 wissenschaftliche Artikel sowie Beiträge für Zeitschriften und Enzyklopädien veröffentlicht. Er ist Mitglied der American Society of Ichthyologists and Herpetologists, der Herpetologists’ League, der Society for the Study of Amphibians and Reptiles, der Ecological Society of America, der Southwestern Association of Naturalists, der Society for the Study of Evolution sowie der Young Men’s Heathen Association.

## Dedikationsnamen
Nach Zweifel sind die Reptilien- und Amphibienarten Lepidodactylus zweifeli, Cophixalus zweifeli, Enhydrina zweifeli, Erythrolamprus zweifeli, Lithobates zweifeli, Litoria zweifeli, Oscaecilia zweifeli und Xenorhina zweifeli benannt. 1959 wurden Richard G. Zweifel und Oakes A. Plimpton im Artepitheton der Van-Gelder-Fledermaus (Bauerus dubiaquercus) geehrt, welches sich aus den lateinischen Wörtern dubia = Zweifel und quercus = Eiche (englisch: Oakes) zusammensetzt.

## Schriften (Auswahl)
- Ecology, distribution and systematics of frogs of the "Rana boylei" group. Univ. California Pub. Zool. 54 (4), 1955:S. 207–292.
- Australian Frogs of the Family Microhylidae, 1985. ISBN 99953-48-60-8.
- Encyclopedia of Reptiles & Amphibians. (mit Harold G. Cogger und David Kirshner), 1992. ISBN 0-12-178560-2. (deutsch: Enzyklopädie der Reptilien und Amphibien, Bechtermünz Verlag, 1999)
- Encyclopedia of Animals: Mammals, Birds, Reptiles, Amphibians.  (mit Harold G. Cogger, Joseph Michael Forshaw, Edwin Gould und George McKay), 2001 ISBN 1-875137-99-8.